# غزند (درميان)
غزند (بالفارسية: گزند) هي مستوطنة تقع في إيران في قسم درمیان الريفي. يقدر عدد سكانها بـ 107 نسمة بحسب إحصاء 2016.